# Millerntor-Stadion
Das Millerntor-Stadion (1970–1998: Wilhelm-Koch-Stadion) ist ein Fußballstadion in Hamburg. Es befindet sich im Stadtteil St. Pauli auf dem Heiligengeistfeld und ist die Heimat des FC St. Pauli. Die im Vereinseigentum befindliche Spielstätte ist der Austragungsort der Heimspiele der ersten sowie vereinzelt auch der zweiten Fußballmannschaft sowie der Frauenfußballmannschaft des Vereins. Das Stadion verfügt seit dem Abschluss der Umbauarbeiten im Jahr 2015 über eine Kapazität von 29.546 Plätzen, von denen 16.940 Stehplätze und 12.606 Sitzplätze sind. Zu den Sitzplätzen gehören 39 Séparées mit 468 Plätzen, 2.491 Business-Seats und 96 rollstuhlgerechte Plätze.

## Geschichte
Erste Sportplätze auf dem Heiligengeistfeld entstanden schon nach dem Ersten Weltkrieg als einfache, ebene Grand-/Aschenplätze. Auf diesen spielten unter anderem auch der St. Pauli TV und Vereine des Arbeitersportkartells.
Bereits im Jahre 1946 hatte der FC St. Pauli unter tatkräftiger Mithilfe seiner Fans und Mitglieder aus Kriegsschutt ein neues Stadion an der Ecke Glacischaussee/Budapester Straße (bis 1956 noch: Ernst-Thälmann-Straße) aufgebaut – am Standort des heutigen Nordausgangs des U-Bahnhof St. Pauli. 1952 fand das erste Fußballspiel, das live im deutschen Fernsehen übertragen wurde – das Heimspiel des  FC St. Pauli im DFB-Pokal gegen Hamborn 07 – am Millerntor statt. Allerdings war auch diesem Stadion keine sonderlich lange Bestandsdauer beschieden: 1961 musste es der Internationalen Gartenausstellung 1963 (IGA) weichen. Gleichzeitig wurde mit dem Bau des heutigen Stadions auf dem Heiligengeistfeld begonnen. Eingeweiht werden konnte es jedoch erst im Jahr 1963 – zuvor stand die Spielfläche regelmäßig unter Wasser, denn man hatte den Einbau einer Drainage vergessen.
Das Millerntor-Stadion liegt im Gegensatz zu vielen anderen Stadien im Profifußball zentral in der Stadt. Der Platz ist der dem Hamburger Rathaus am nächsten liegende Rasenplatz.
Seit Anfang 2000 erklingt im Stadion beim Einlaufen der Mannschaften Hells Bells von AC/DC und als Torhymne bei Treffern der St.-Pauli-Elf der Song 2 von Blur. Auf einer Versammlung der offiziellen Fanclubs wurde beschlossen, dass die über die Stadionlautsprecher eingespielte Musik sowie Werbedurchsagen jeweils 10 Minuten vor dem Anpfiff des Spieles abgeschlossen sein sollen, um den Fans die Möglichkeit zu geben, sich ungestört mit Gesängen auf das Spiel einzustimmen.
2010 erhielt das Stadion einen PETA Progress Award als „tierfreundlichstes Fußballstadion“. In der Begründung heißt es unter anderem, dass es „nicht nur eine reichhaltige Auswahl an vegetarischen Gerichten für hungrige Fußballzuschauer, sondern auch eine außergewöhnlich vielfältige Auswahl an köstlichen veganen Gerichten“ biete.
Im Laufe der Zeit wurde das Stadion mehrfach umgebaut. So musste das maximale Fassungsvermögen von einst 32.000 Zuschauern aus Sicherheitsgründen in mehreren Einzelschritten über die Jahre verteilt auf 20.629 verringert werden. 2005 wurde vor dem Achtelfinalspiel im DFB-Pokal 2005/06 gegen Hertha BSC aus Sicherheitsgründen das marode Stadion nochmals um 829 Plätze verkleinert und hatte ein Fassungsvermögen von 19.800 Plätzen. Es gab eine jahrzehntelange „unendliche Planungsgeschichte“ um einen möglichen Um- bzw. Neubau („Sport-Dome“, „Weisener-Arena“, „Stadion 2000“), der allerdings lange Zeit hauptsächlich an den knappen Vereinsfinanzen scheiterte. Dieses Vorhaben, für das Ende der 1980er Jahre unter anderem vom Architekten und damaligen Vizepräsidenten des FC St. Pauli, Heinz Weisener, eine Planungsgesellschaft gegründet wurde, beinhaltete ein neues Stadion, das an die Eigenheiten des bisherigen angelehnt werden sollte („intime Atmosphäre“, „unmittelbar am Spielfeldrand beginnende, relativ steile Zuschauerränge“, veränderbares Fassungsvermögen zwischen 15 000 und 50 000, zu öffnendes Dach). Des Weiteren sollten um das Stadion weitere Anlagen für Sport und Unterhaltung errichtet werden. Die Kostenschätzungen für dieses nie umgesetzte Vorhaben klafften mit 40 Millionen bis 600 Millionen D-Mark zunächst weit auseinander. Im Januar 1989 wurden die voraussichtlichen Kosten des Bauvorhabens „Sport-Dome“ mit 230 bis 250 Millionen D-Mark (500 Millionen D-Mark für den vollständigen geplanten Sportpark samt Hotel) angegeben, das Fassungsvermögen des neuen Stadions sollte 42 000 betragen und die Sportstätte spätestens bis zum Deutschen Turnfest 1994 fertiggestellt werden. Ebenfalls war eine Einbindung in eine erwogenen Olympiabewerbung Hamburgs für das Jahr 2004 im Gespräch. Das Vorhaben „Sport-Dome“ wurde im April 1989 wegen des Widerstands der Vereinsmitglieder, der Anhängerschaft und der Anwohner begraben.

### Umbau 2006–2015

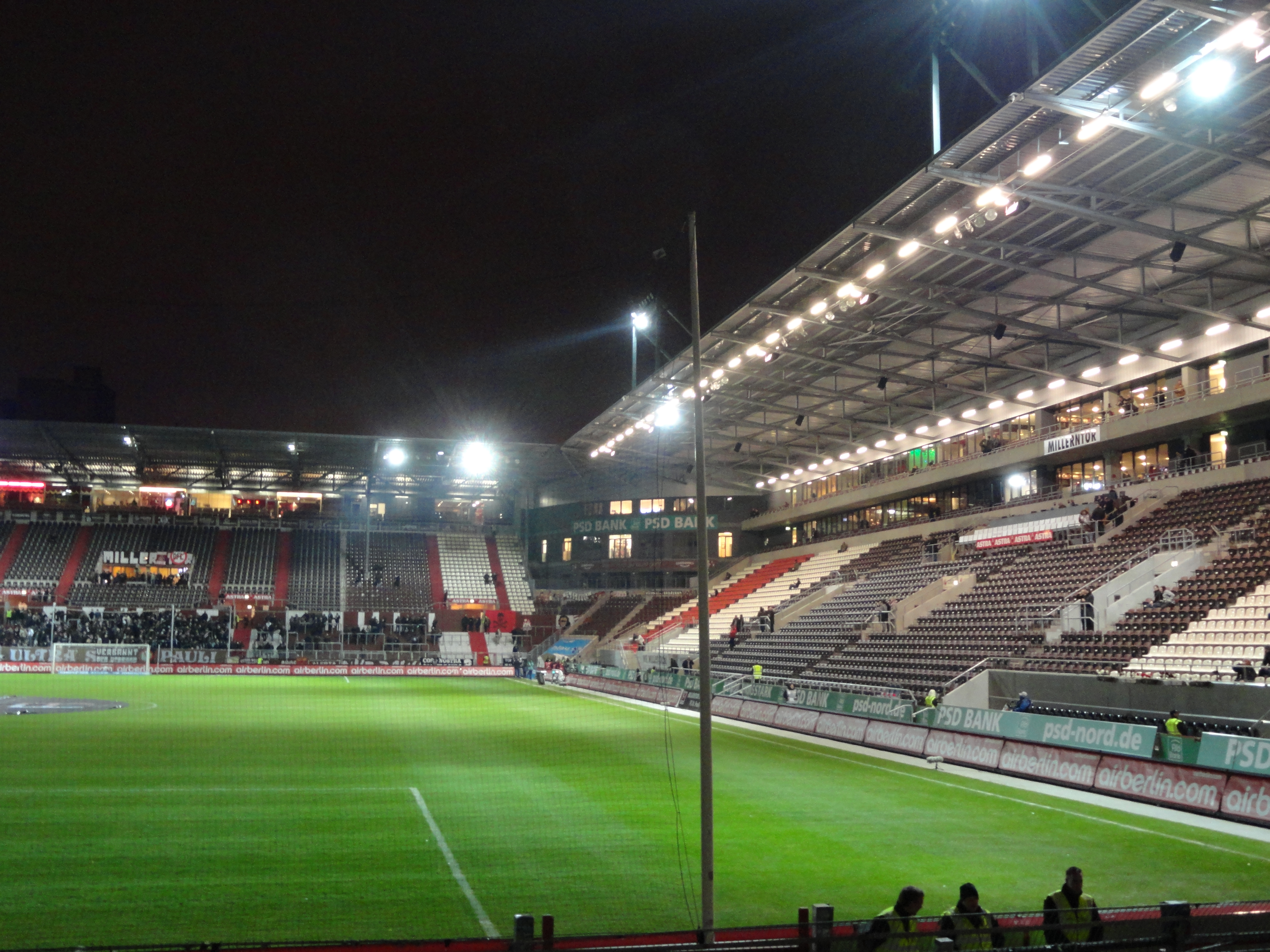
Süd- und Haupttribüne nach dem Umbau (2012)

Das Stadion wurde 2006 bis 2015 schrittweise erneuert. Im Laufe des Umbaus wurde jeweils eine der vier Tribünen abgerissen und durch einen Neubau ersetzt, während die restlichen Tribünen zeitgleich für den normalen Stadionbetrieb verwendet werden konnten. Ursprünglich war die Fertigstellung der Gegengerade für den Sommer 2012, diejenige der Nordtribüne für spätestens 2014 geplant. Durch Verzögerungen, vor allem wegen wider Erwarten nicht gewährter Kredite, war der ursprüngliche Zeitplan jedoch nicht mehr einhaltbar.
Am 13. Dezember 2006 bewilligte die Hamburgische Bürgerschaft einen Zuschuss für die Renovierung von 5,5 Millionen Euro. Außerdem erließ sie die Baugenehmigungsgebühren und überließ die Nutzungsrechte für das Grundstück für einen symbolischen Euro. Am 19. Dezember 2006 wurde die alte Südtribüne abgerissen, und der Umbau zur besseren Fantrennung in der Nordkurve begann. Der Neubau der Südtribüne begann erst im Mai 2007, da die nötigen Verträge und Finanzierung früher nicht ausreichend fixiert worden waren. Der Entwurf für die Südtribüne stammte von der agn Niederberghaus & Partner GmbH in Ibbenbüren, ausführendes Generalunternehmen des Umbaus war die Hellmich Baugesellschaft.
Am 11. November 2007 wurde die neue Tribüne in der Südkurve zum Teil eröffnet. Beim Zweitligaspiel des FC St. Pauli gegen den FC Augsburg (2:0) durften erstmals rund 1.500 Zuschauer die Stehplätze im unteren Bereich betreten. Die offizielle Eröffnung der Südtribüne fand am 18. Juli 2008 mit einem Spiel gegen die Kubanische Fußballnationalmannschaft statt. In der neuen Südtribüne befinden sich der offizielle Fanshop, ein Eventraum und Büros der Geschäftsstelle des FC St. Pauli. Außerdem wurde die bis dahin vollständig aus Stehplätzen bestehende Nordtribüne Anfang 2008 durch eine provisorische überdachte Sitzplatztribüne überbaut, die am 7. Februar 2008 im Heimspiel gegen FC Carl Zeiss Jena erstmals genutzt wurde.

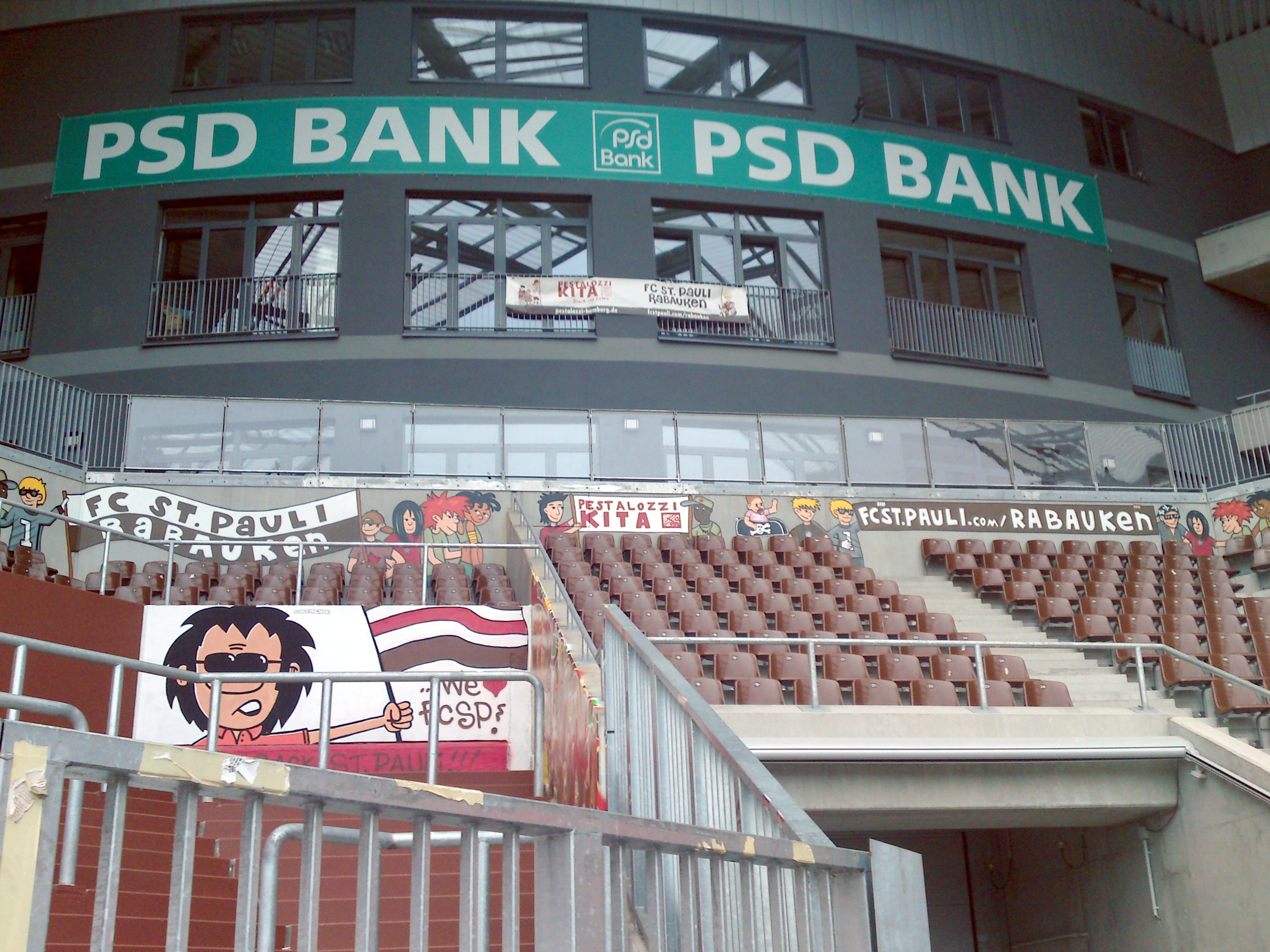
Im Inneren der Ecktribüne befindet sich die Kita Piraten-Nest

Mit dem Neubau der Haupttribüne sollte ursprünglich im Sommer 2008 begonnen werden, allerdings verzögerte sich der Neubau wegen fehlender Kredite. Im Oktober 2009 wurde ein Kreditgeber gefunden und die hierfür notwendige Bürgschaft von der Stadt Hamburg bewilligt. Im November 2009 wurde die alte Haupttribüne abgerissen, und im Januar 2010 begann der Bau der neuen Haupttribüne, die das Architekturbüro SHA Scheffler Helbich Architekten GmbH aus Dortmund entworfen hatte. Sie wurde mit Beginn der Saison 2010/11 am 28. August 2010 eröffnet und erhöhte die Stadionkapazität auf 24.800 Plätze. Gleichzeitig entstand als Eckbebauung, zwischen Süd- und neuer Haupttribüne, die weltweit erste Kindertagesstätte in einem Fußballstadion für rund 100 Kinder. Die von der Pestalozzi-Stiftung Hamburg betriebene Kita Piraten-Nest wurde am 15. November 2010 eröffnet. Die neugebaute Tribüne beherbergt außerdem den VIP-Bereich des Stadions.
Nach dem letzten Spieltag der Saison 2011/12 wurde der Abriss der Gegengerade begonnen. Deren Unterrang war bereits beim ersten Heimspiel der folgenden Saison nutzbar; die Freigabe der kompletten Tribüne erfolgte zum ersten Heimspiel im Jahr 2013 gegen Energie Cottbus. Ab diesem Spiel bot das Millerntor-Stadion Platz für 29.063 Zuschauer. Am 11. März 2013 kündigte der Verein an, ab der Saison 2013/14 ein elektronisches Einlass-System der Firma simply-X verwenden zu wollen, welches bereits in der Rückrunde der Saison 2012/13 sukzessive zum Einsatz gekommen war.

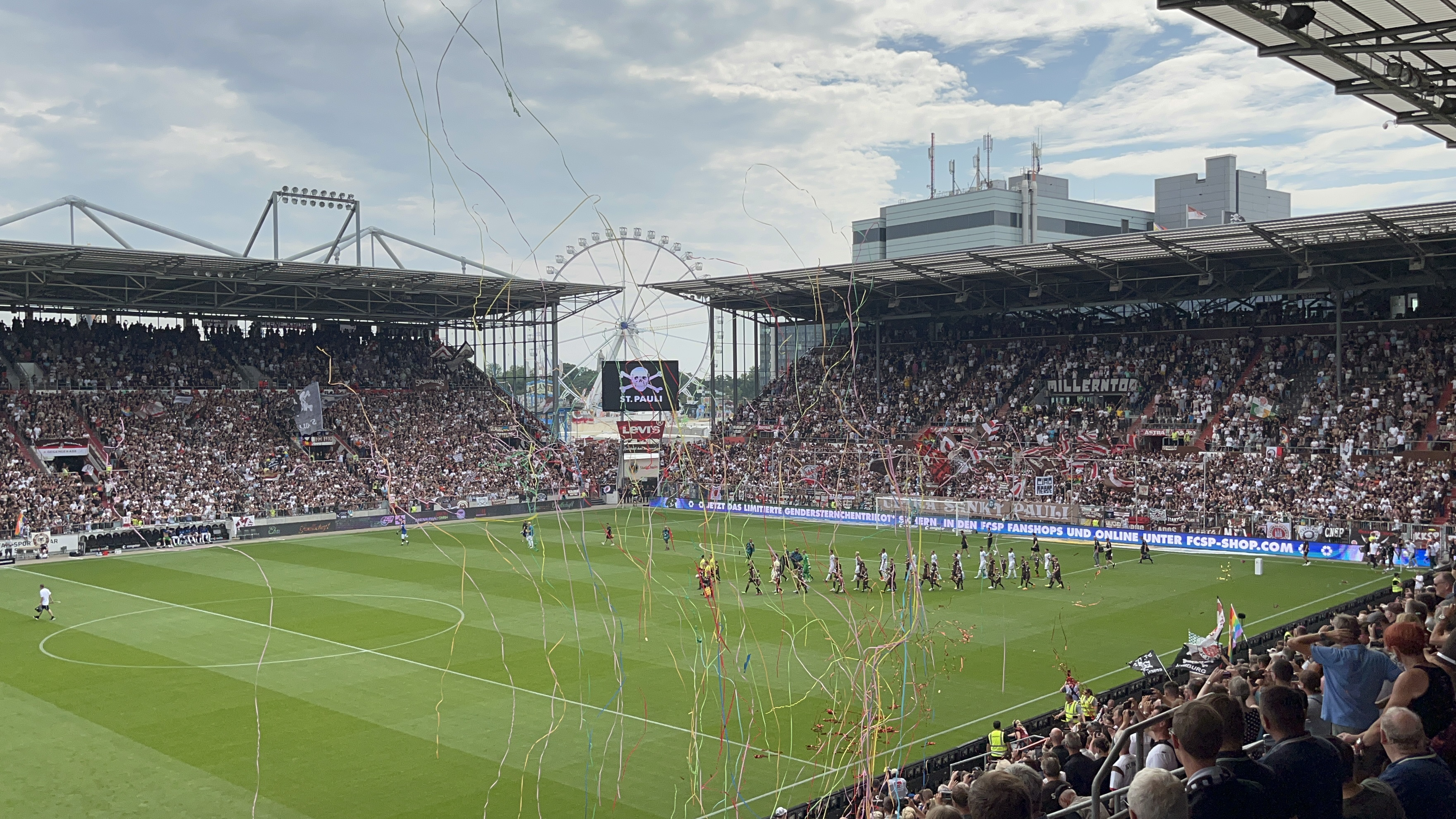
Das Millerntor-Stadion während eines Ligaspiels gegen den 1. FC Magdeburg in der Saison 2022/23

Ursprünglich sollte 2014 der Umbau mit der Nordtribüne abgeschlossen werden – nachdem St. Pauli jedoch in der 2. Runde des DFB-Pokals Borussia Dortmund zugelost bekam und man zu Recht mit einem ausverkauften Haus rechnen durfte, wurde mit den Arbeiten noch bis nach dieser Begegnung gewartet. Im Anschluss wurde zunächst die Stahlrohr-Sitzplatztribüne abgebaut, welche einer Verwendung an anderer Stelle zugeführt wurde, und danach der Stehplatzbereich abgetragen.
Im November wurden zudem auch die letzten drei herkömmlichen Flutlichtmasten abgerissen, nachdem der Mast Ecke Haupttribüne/Nordkurve bereits beim Bau der Haupttribüne entfernt worden war. Die neue Nordtribüne und damit das fertig umgebaute Stadion wurden am 25. Juli 2015, dem ersten Spieltag der Saison 2015/16 (0:0 gegen Arminia Bielefeld) eingeweiht. Das Stadion hat nun eine Kapazität von 29.546 Zuschauern und war ausverkauft, was gleichzeitig Zuschauerrekord im Millerntor darstellte.

### Namensgebung
Die Bezeichnung Millerntor-Stadion resultiert aus der geografischen Nähe der Sportstätte zu einem ehemaligen Hamburger Stadttor, dem Millerntor.
Nach dem Tod des Präsidenten Wilhelm Koch (Amtszeit 1931–1945 und 1947–1969) forderten dessen Töchter 300.000 Deutsche Mark vom Verein zurück. Anschließend einigte man sich auf eine Rückzahlung der halben Summe und die Umbenennung des Stadions in Wilhelm-Koch-Stadion im Jahr 1970. Am 31. Oktober 1997 fand eine turbulente Jahreshauptversammlung statt, auf der beschlossen werden sollte, das Stadion wieder in Millerntor-Stadion umzubenennen, da Koch 1933 mit seinem Geschäftspartner Hugo Scharff das auf Leder und Felle spezialisierte jüdische Handelsunternehmen Arensberg & Sekkel übernommen hatte und 1937 Mitglied der NSDAP geworden war. Man einigte sich schließlich darauf, zunächst ein Gutachten erstellen zu lassen, das über die NSDAP-Mitgliedschaft Kochs sowie die Übernahme des Unternehmens Aufschluss geben sollte. Diese Untersuchung wurde von dem Historiker Frank Bajohr und dem Rechtsanwalt Hans Grutschus durchgeführt und dauerte mehrere Monate.
Bei der nächsten Jahreshauptversammlung am 30. Oktober 1998 wurde das Gutachten-Ergebnis vorgelegt. Daraus ging hervor, dass im Berliner Bundesarchiv – abgesehen von seinem Parteieintritt – keinerlei politische Aktivitäten Kochs dokumentiert waren. Auch bezüglich der Übernahme des jüdischen Geschäfts durch Koch und seinen Partner spreche „nichts dafür, dass sich Koch und Scharff bei der Übernahme der Gesellschaftsanteile bereichert, die jüdischen Eigentümer geschädigt oder ein moralisch fragwürdiges Verhalten an den Tag gelegt hätten. Alle Indizien deuten vielmehr auf ein enges, ja freundschaftliches Einvernehmen zwischen jüdischen Alteigentümern und ihren Nachfolgern hin.“ Dennoch entschieden sich die Mitglieder nach ausführlicher und hitziger Debatte weit nach Mitternacht mit 133 zu 77 Stimmen dafür, das Wilhelm-Koch-Stadion ab der Saison 1999/2000 wieder in Millerntor-Stadion umzubenennen.
Auf der Jahreshauptversammlung am 18. November 2007 beschlossen die Mitglieder des FC St. Pauli mit großer Mehrheit, dass der Name Millerntor-Stadion nicht zu Zwecken der Werbung, des Sponsorings, der sonstigen Einnahmen-Erhöhung oder als Gegenleistung für finanzielle Zuwendungen an den Verein oder verbundene Gesellschaften verkauft, erweitert oder verändert werden dürfe.

## Nutzungsrecht
Der Vertrag über das Nutzungsrecht des Stadiongeländes zwischen dem FC St. Pauli und der Stadt Hamburg hat eine Laufzeit bis in das Jahr 2060. Anfang Februar 2020 bot der zur Finanzbehörde gehörende Landesbetrieb Immobilienmanagement und Grundvermögen (LIG) der Millerntorstadion Betriebs-GmbH & Co. KG (MSB) ein Wahlrecht zwischen einer Erbbaurechtsbestellung oder einer Verlängerung des aktuellen Nutzungsvertrages für die fünf betroffenen Flächen nach Auslaufen des aktuellen Kontrakts zu den dann üblichen Marktkonditionen bis zum Jahr 2110, dem 200. Geburtstag des FCSP, an. Dies wurde zwischen der MSB und dem LIG in einer Absichtserklärung (Letter of Intent) festgelegt.

## Tag der Legenden
Von 2005 bis 2014 sowie 2016 fand der Tag der Legenden im Millerntor-Stadion statt. Dort trafen unter anderem in einem Benefiz-Spiel das Team Hamburg mit ehemaligen FC St. Pauli- und HSV-Spielern gegen das Team Deutschland mit ehemaligen Nationalspielern aus Deutschland und Ex-Bundesligaspielern aus dem Ausland aufeinander. Das Spiel war zu Gunsten des Vereins für die Unterstützung der Kinder- und Jugendarbeit in Hamburg NestWerk e. V., der von dem Fernsehmoderator und Fußballkommentator Reinhold Beckmann mit Freunden gegründet wurde. Zu dieser Veranstaltung kamen jedes Mal rund 70 Fußball-Legenden nach Hamburg.
Am 1. März 2017 wurde das Aus für das Benefizspiel verkündet. Der Grund dafür ist der immer größer werdende Aufwand zur Ausrichtung der Veranstaltung. 2015 musste die Partie aus diesem Grund abgesagt werden. Die dazugehörige Gala Nacht der Legenden im Schmidts Tivoli wird es weiterhin geben. Über die Jahre kamen durch Kartenverkäufe und Sponsoring mehr als zwei Mio. Euro zusammen.

## Galerie

Umgebungskarte
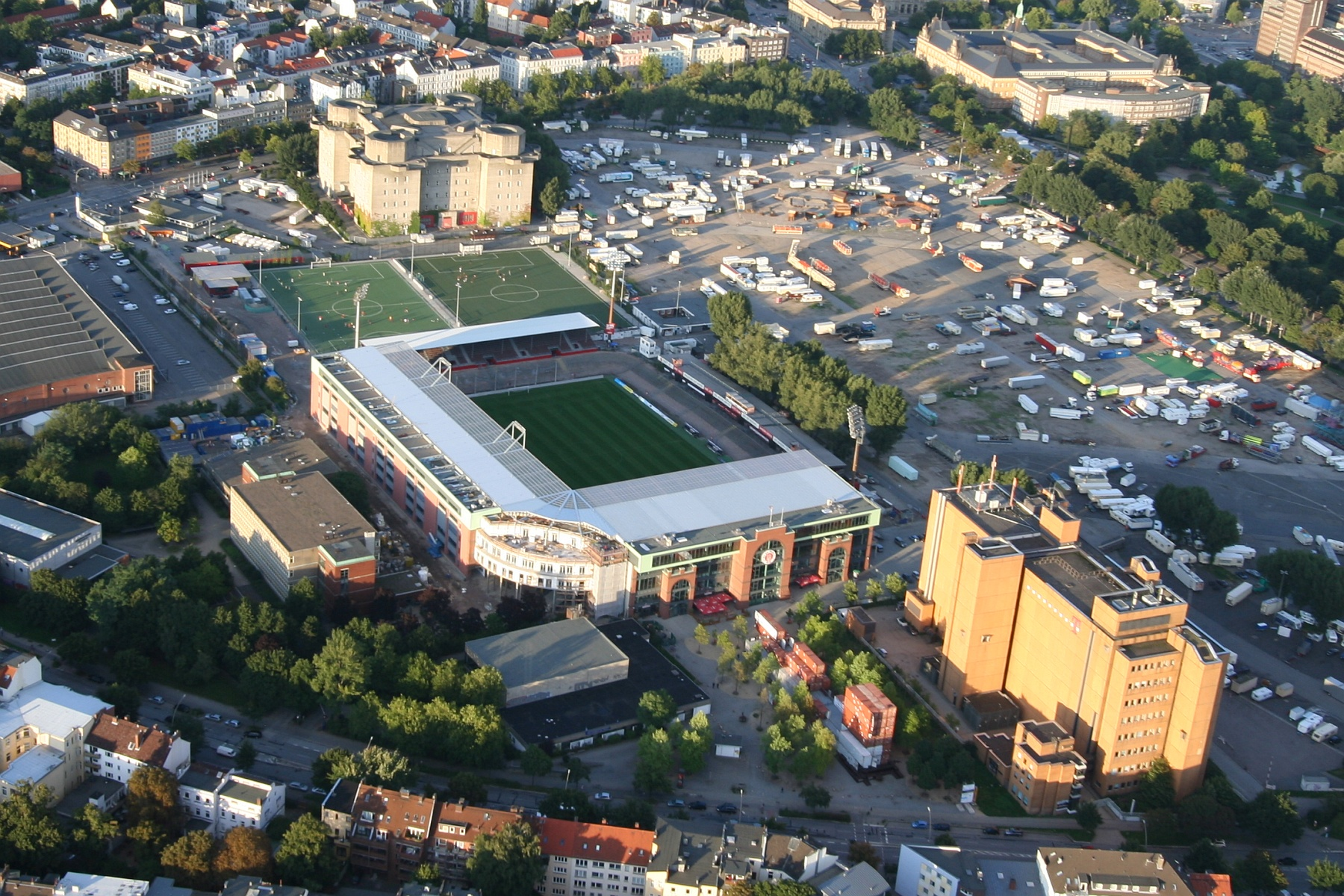
Luftbild vom September 2010
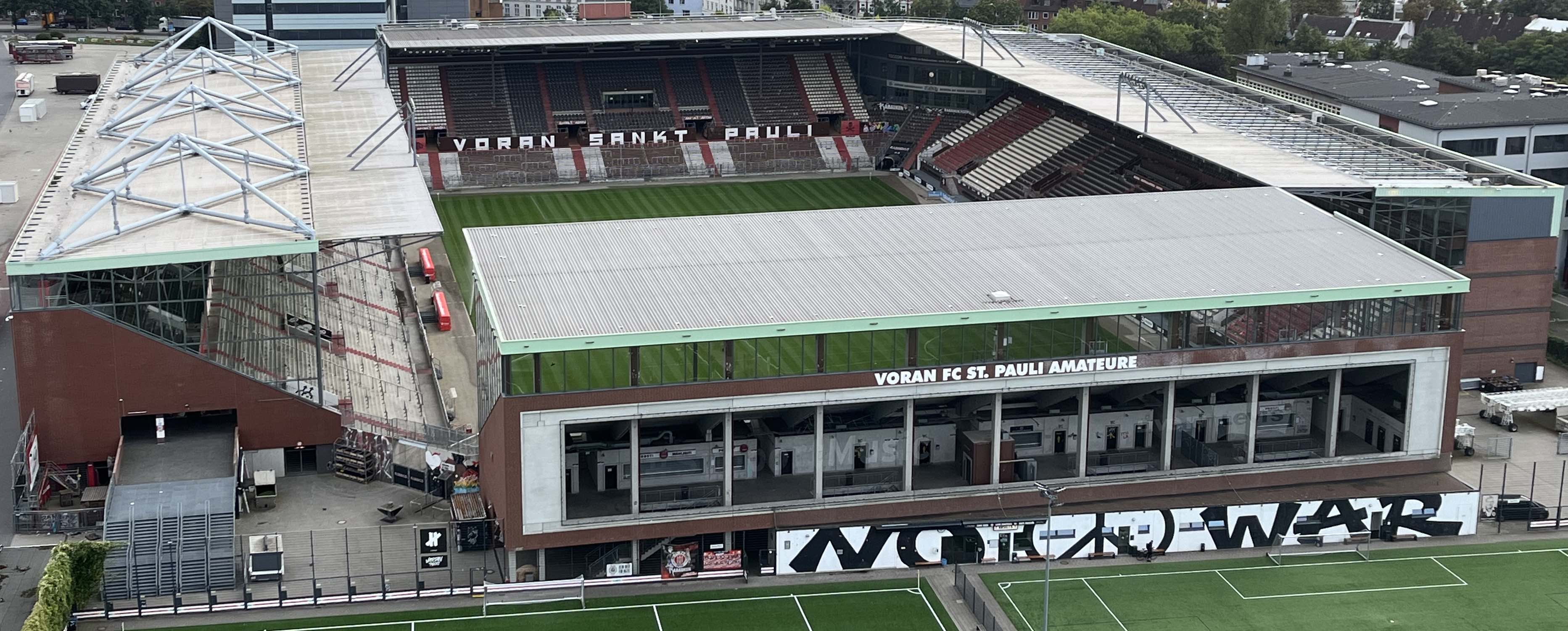
Millerntorstadion, Blickrichtung Süd-West, fotografiert vom Bunker an der Feldstraße 2024
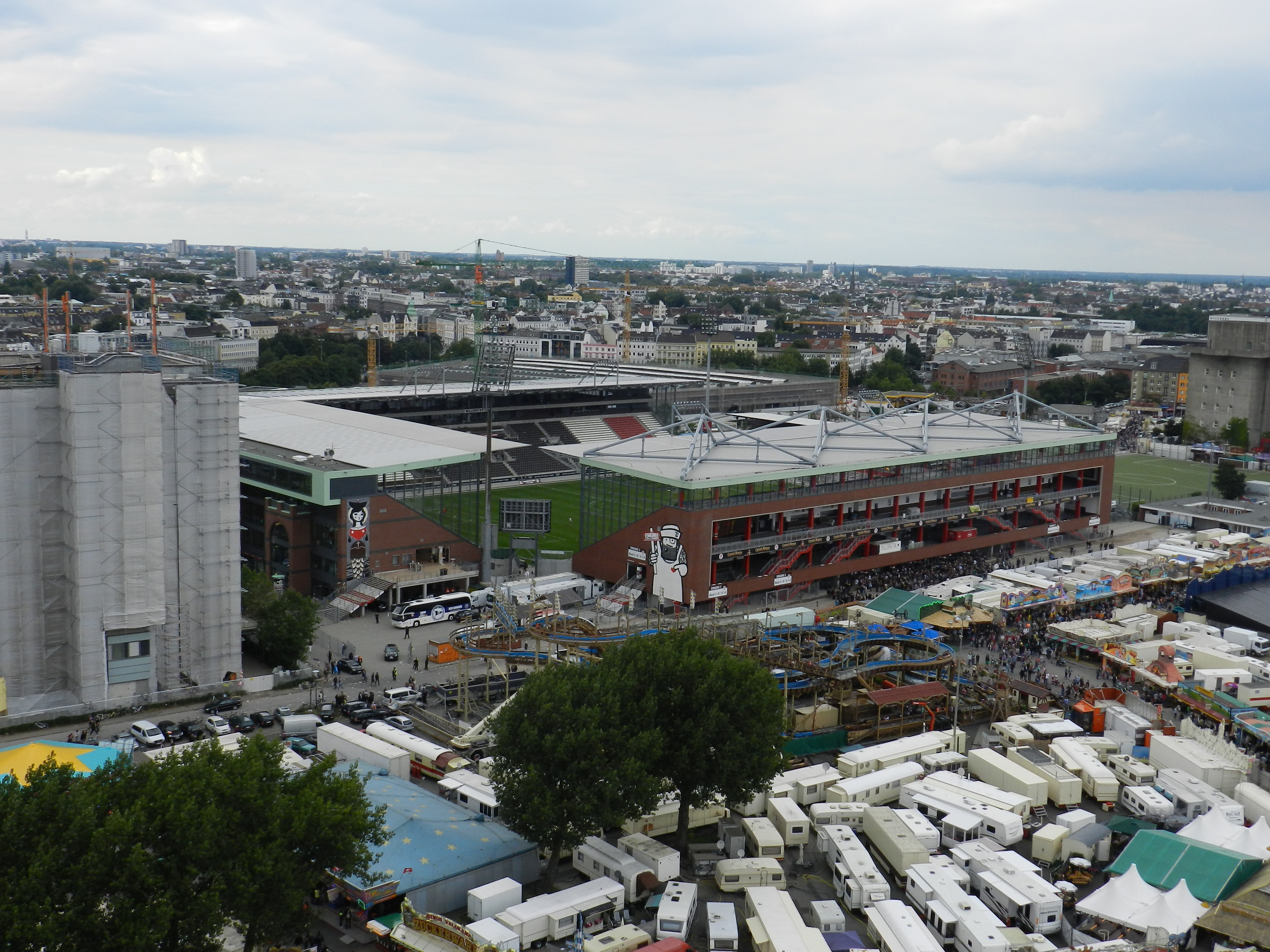
Millerntorstadion mit fertiger neuer Gegengerade im August 2013
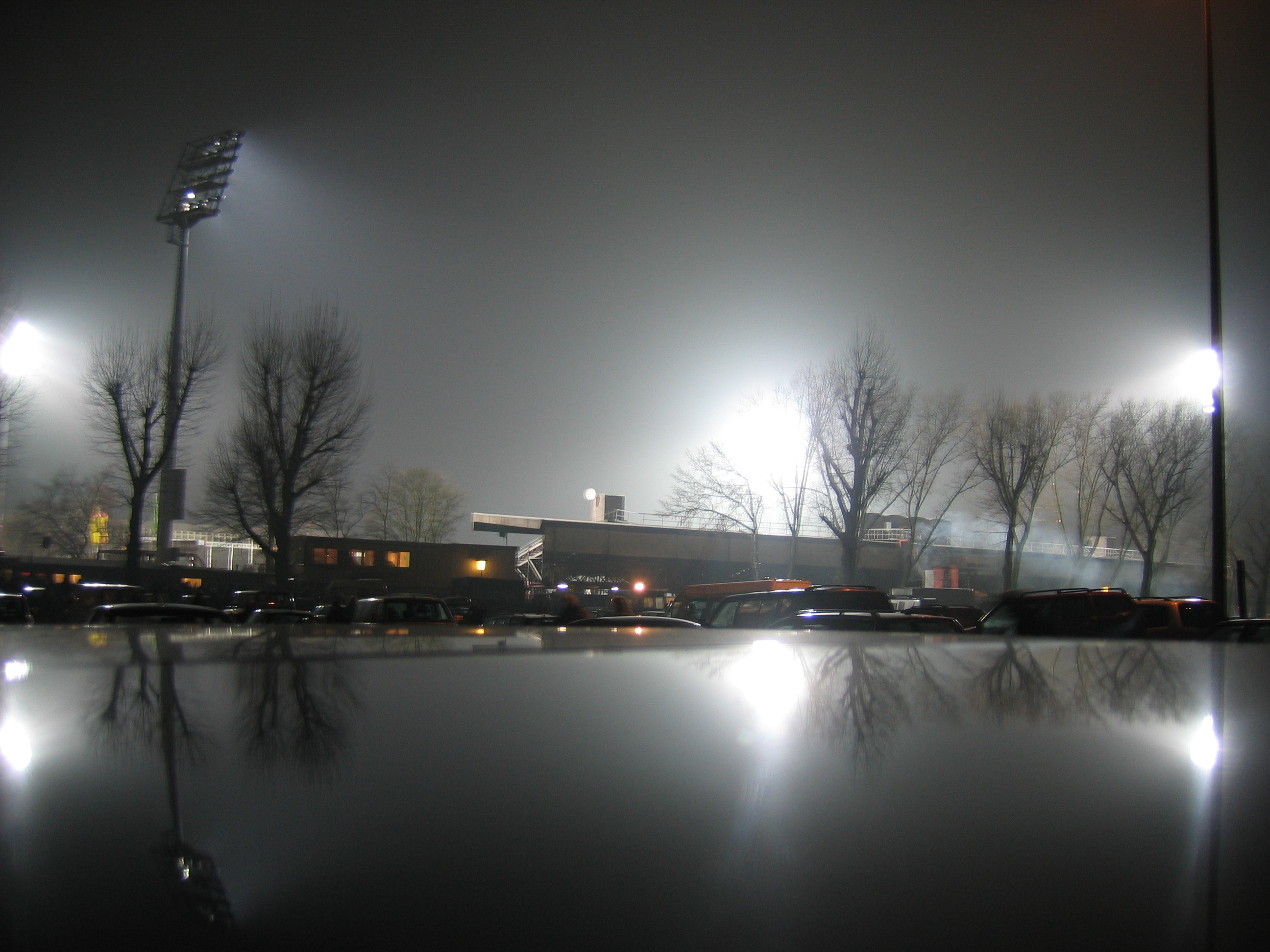
Das Millerntor-Stadion im Jahr 2006
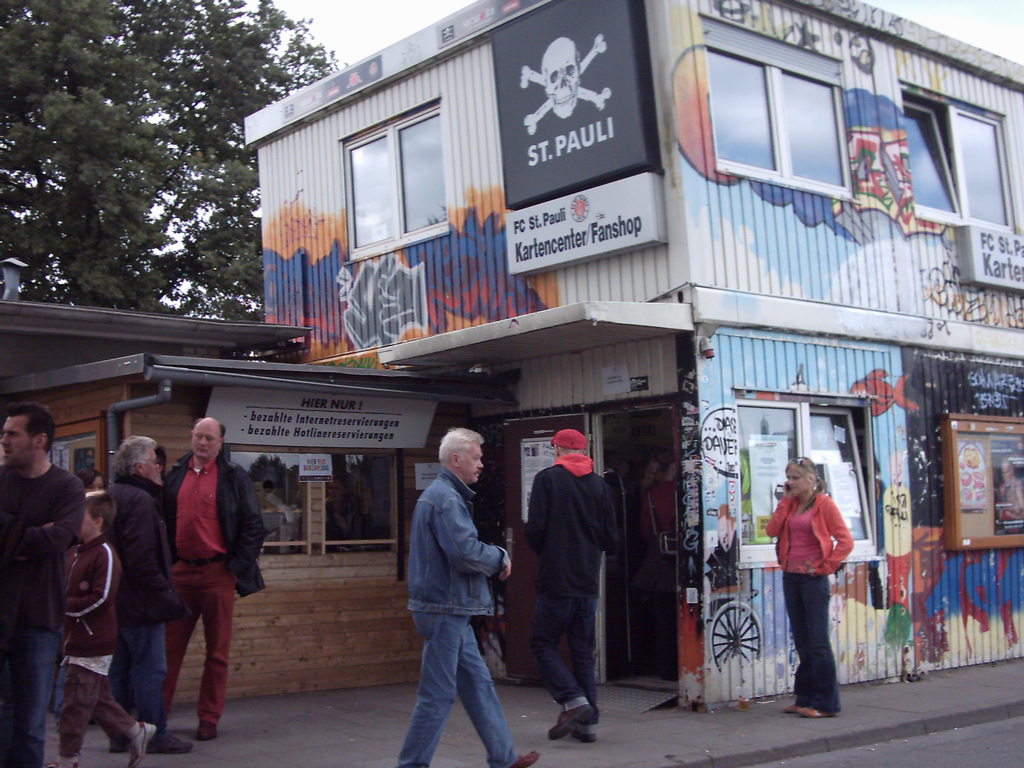
Ehemaliges Kartencenter und Fanshop am Millerntor
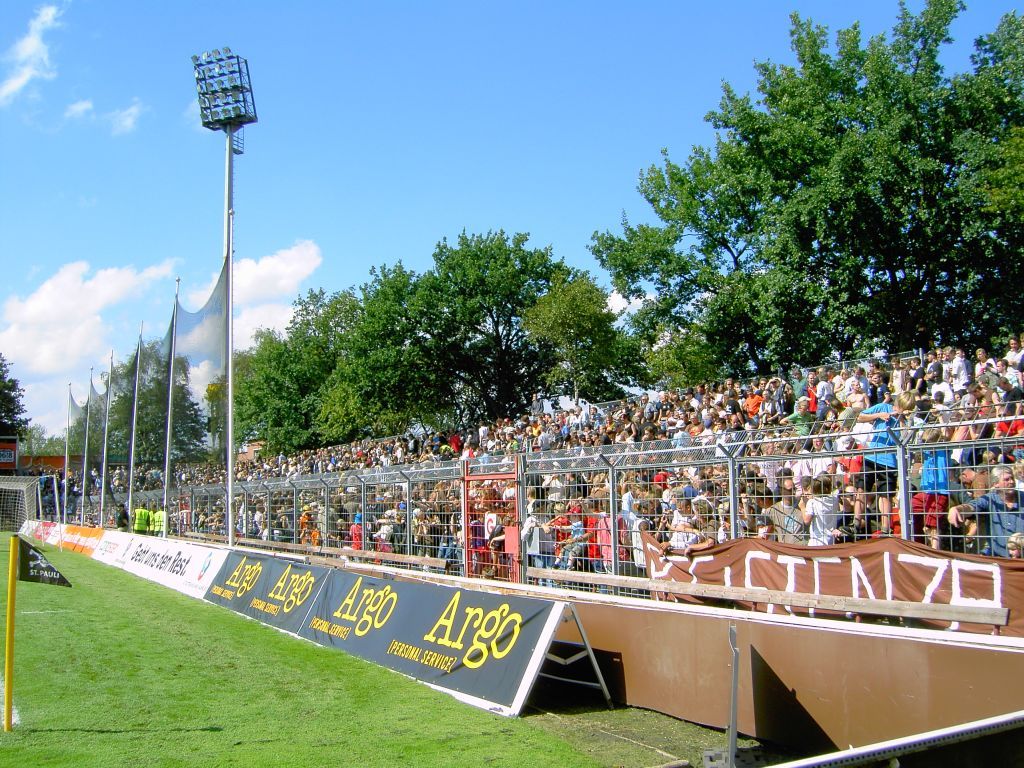
Nordkurve vor dem Ausbau 2008
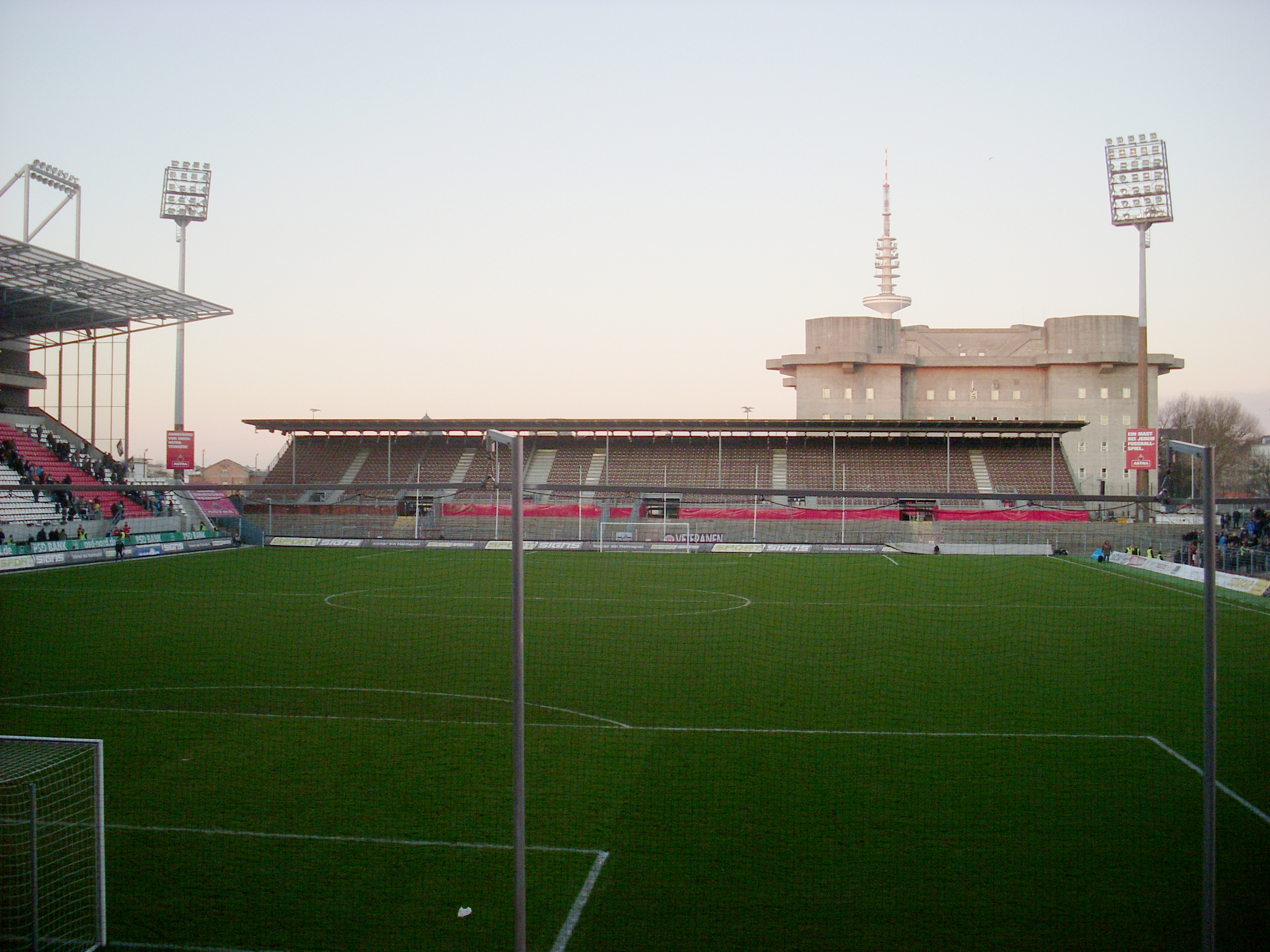
Nordkurve mit provisorischer Stahlrohrtribüne 2011
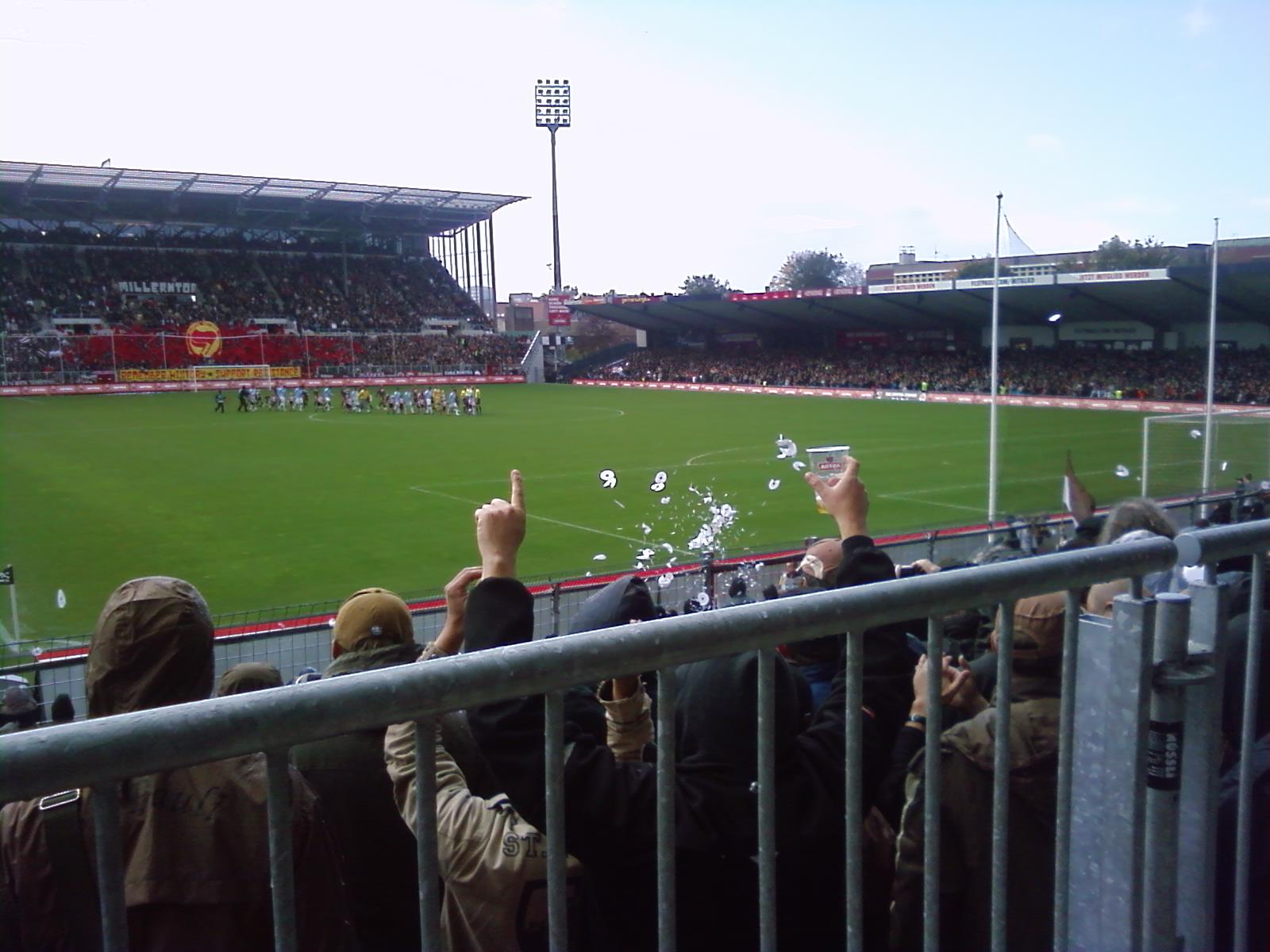
Blick von der Nordkurve auf das Spielfeld im Jahr 2009
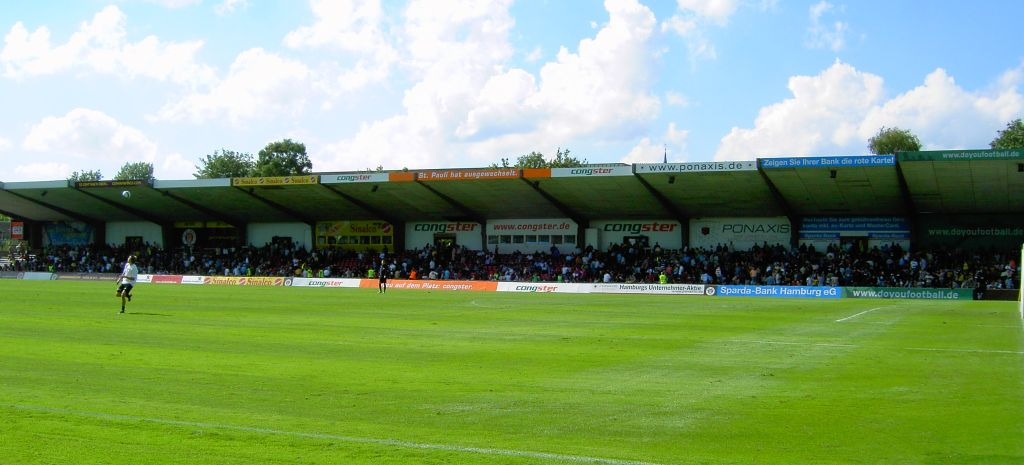
Blick auf die alte Haupttribüne im Jahr 2006
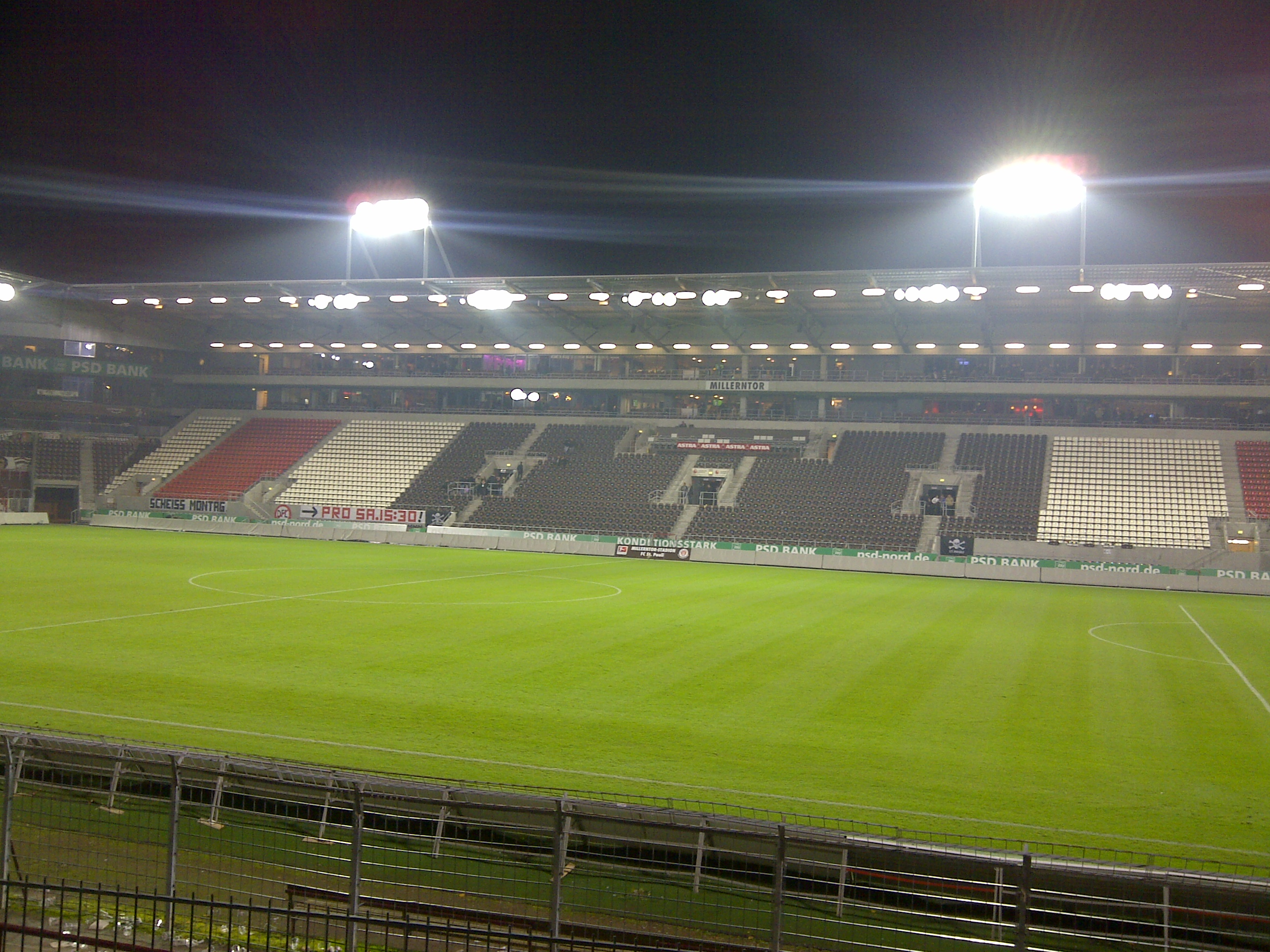
Blick auf die Haupttribüne nach dem Umbau im Jahr 2011
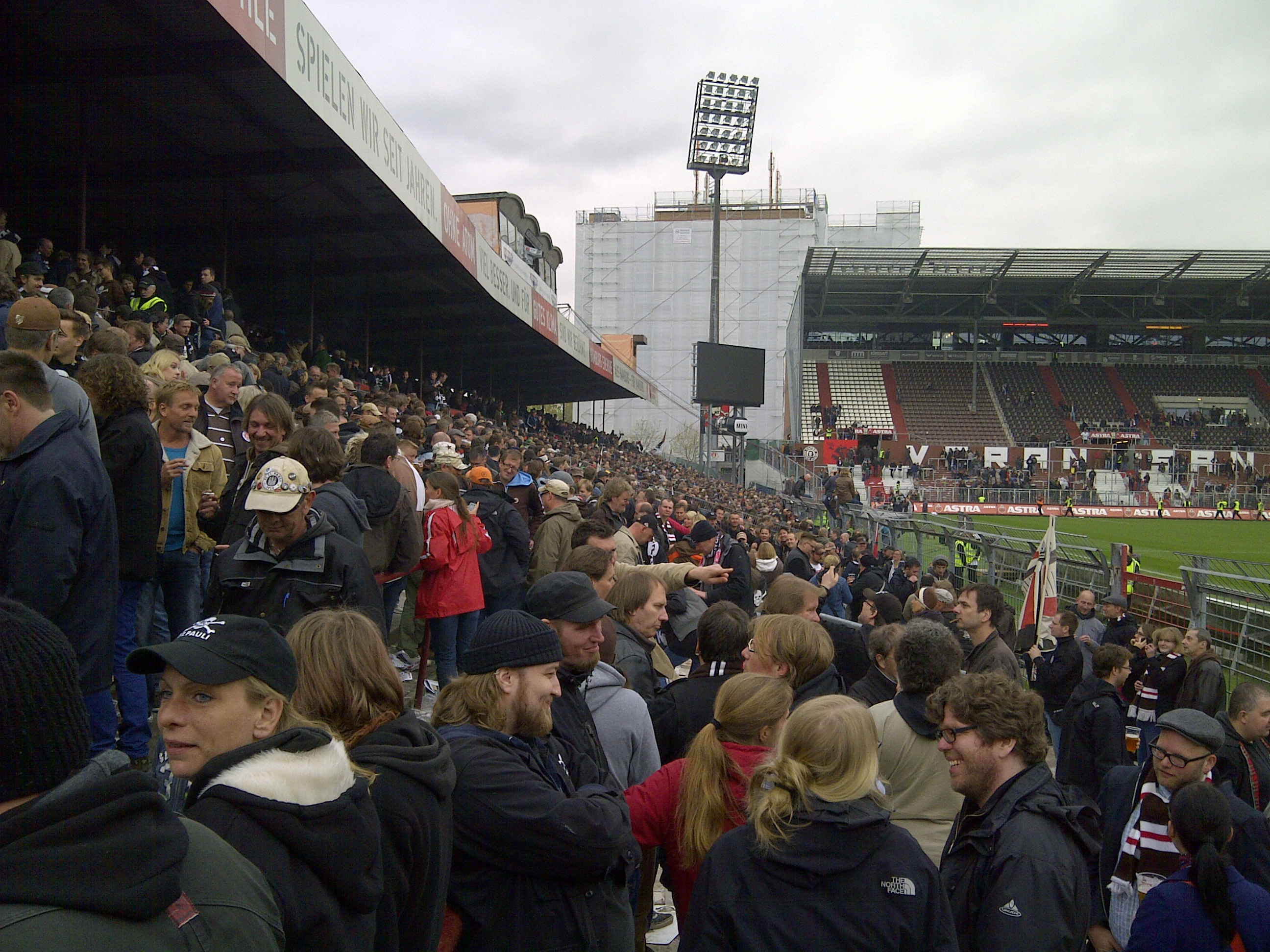
Blick auf die alte Gegengerade vor dem Abriss im Jahr 2012
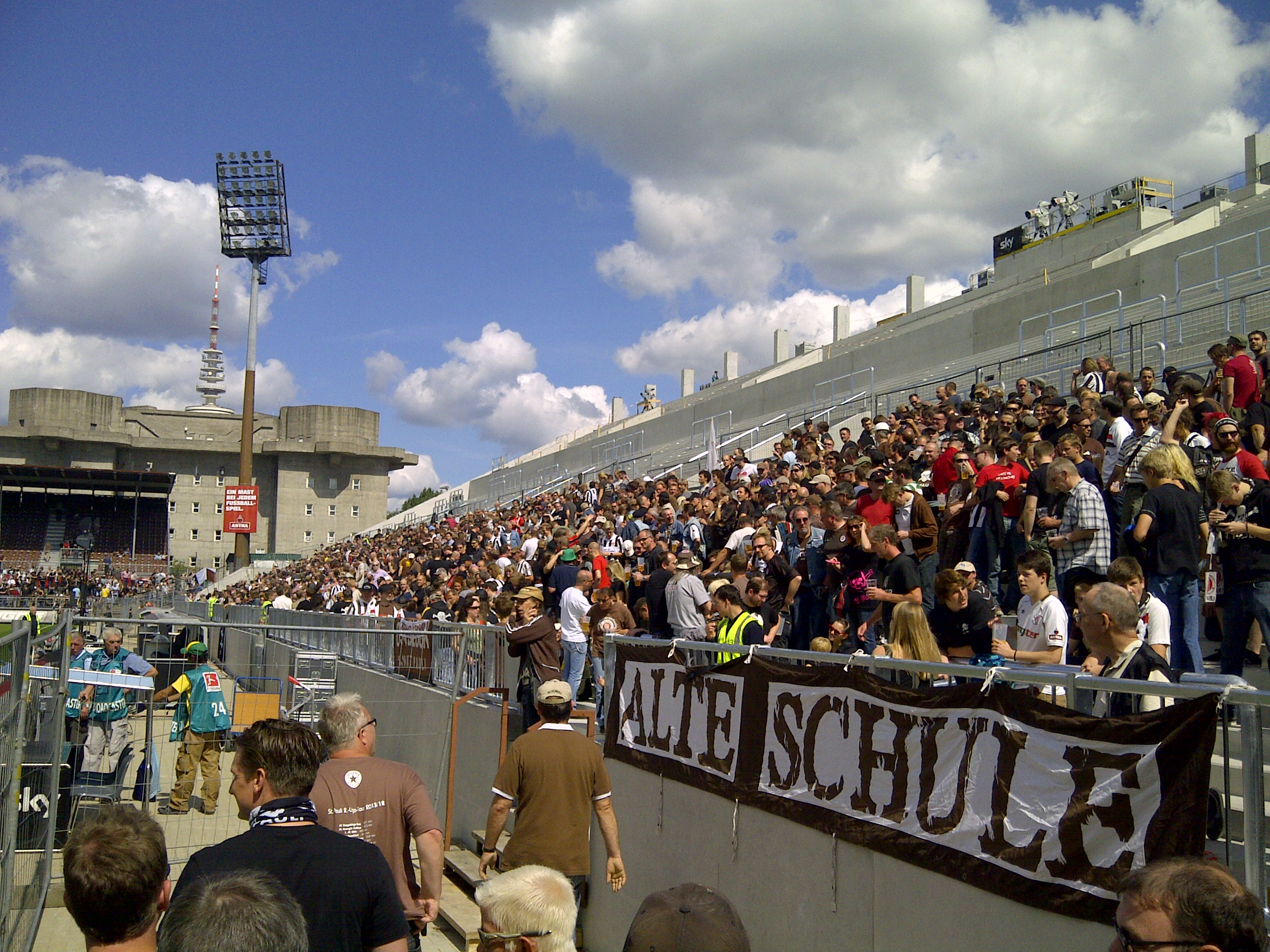
Blick auf die im Bau befindliche neue Gegengerade 2012

## Dokumentationen
- Sankt Pauli! – Rausgehen – Warmmachen – Weghauen
- Das ganze Stadion